# John Terpak
John Basil Terpak (* 4. Juli 1912 in Mayfield, Lackawanna County, Pennsylvania; † 1. Juni 1993 in York, Pennsylvania) war ein US-amerikanischer Gewichtheber.

## Werdegang
John Terpak begann mit 18 Jahren mit dem Gewichtheben und  zeigte bereits 1934 seine gute Veranlagung, als er als Leichtgewichtler über 300 kg im olympischen Dreikampf erzielte. Kurz vor den Olympischen Spielen 1936 erreichte er schon 335 kg und galt damit als Mitfavorit. Bei den Spielen selbst musste er dann jedoch dem starken Abtrainieren Tribut zollen. Er wurde nur Fünfter im Leichtgewicht. Nach diesen Olympischen Spielen rückte er in das Mittelgewicht auf und gehörte dann bis 1948 zur Weltspitze. Aus heutiger Sicht unverständlich, aber nach amerikanischen Gepflogenheiten damaliger Zeit durchaus üblich, startete er bei den Olympischen Spielen 1948 im Leichtgewicht, also zwei Gewichtsklassen tiefer als 1947, wo er Weltmeister im Halbschwergewicht geworden war. Dies machte ein Abtrainieren von mindestens 10 kg erforderlich. Er war ein sehr ausgeglichener Heber, ohne Spezialdisziplin. Aus diesem Grunde gelang es ihm in seiner ganzen Karriere nicht, einen Weltrekord aufzustellen.
John Terpak war Präsident des York Barbell Clubs und Chairman der US-Weightlifting Federation und übte auch in der IAAF, dem internationalen Gewichtheber-Verband führende Funktionen aus.

## Internationale Erfolge
(OS = Olympische Spiele, WM = Weltmeisterschaft, Le = Leichtgewicht, Mi = Mittelgewicht, HS = Halbschwergewicht)
- 1936, 5. Platz, OS in Berlin, Le, mit 322,5 kg, Sieger Robert Fein, Österreich und Mohamed Mesbah, Ägypten, beide 345 kg;
- 1937, 1. Platz, WM in Paris, Mi, mit 352,5 kg, vor Adolf Wagner, Deutschland, 340 kg und Hans Valla, Österreich, 340 kg;
- 1938, 3. Platz, WM in Wien, Mi, mit 357,5 kg, hinter Wagner, 367,5 kg und Rudolf Ismayr, Deutschland, 360 kg;
- 1946, 2. Platz, WM in Paris, Mi, mit 375 kg, hinter Khadr Sayed El Touni, Ägypten, 377,5 kg und vor Frank Spellman, USA, 372,5 kg;
- 1947, 1. Platz, WM in Philadelphia, HS, mit 387,5 kg, vor Keevil Daly, Britisch-Guayana, 370 kg und Vellamo, Finnland, 367,5 kg
- 1948, 4. Platz, OS in London, Le, mit 340 kg, hinter Ibrahim Shams, Ägypten, 360 kg, Attiah Mohamed, Ägypten, 360 kg und James Halliday, Großbritannien, 340 kg

## US-Meisterschaften
1936 mit 335 kg, Le – 1937 mit 365 kg, Mi – 1938 mit 357,5 kg, Mi – 1939 mit 362,5 kg, Mi –
1940 mit 362,5 kg, Mi – 1941 mit 370 kg, Mi – 1942 mit 362,5 kg, Mi – 1944 mit 362,5 kg, Mi –
1945 mit 352,5 kg, Mi